# Ichneumon connectens
Ichneumon connectens là một loài tò vò trong họ Ichneumonidae.